# Канг (Ботсвана)
Канг (англ. Kang) — населённый пункт сельского типа на юго-западе центральной части Ботсваны, на территории округа Кгалагади.

## Общая информация
Деревня расположена в северо-восточной части округа, в пустыне Калахари. Через Канг проходит транскалахарское шоссе, соединяющее города Ганзи и Секома. Деревня является воротами в национальный парк Гемсбок и охотничий заповедник Сентрал-Калахари. Имеется небольшой аэропорт.

## Население
По данным на 2013 год население деревни составляет 4974 человека.
Динамика численности населения деревни по годам:
| 2001 | 2013 |
| ---- | ---- |
| 3744 | 4974 |